# Східнокитайський педагогічний університет
31°13′41″ пн. ш. 121°24′00″ сх. д. / 31.228055555556° пн. ш. 121.4° сх. д.
Східнокитайський педагогічний університет (华东师范大学[编辑]) — багатогалузевий державний науковий університет у Шанхаї. Утворений у 1951 році шляхом злиття Великого Китайського університету, заснованого в 1924 р., та Університету Кван Хуа (приблизно 1925 р.), який походив з коледжу Св. Іоанна, заснованого в місті у 1879 р. Спершу він призначався для підготовки вчителів, але дуже скоро у ньому розмістилися дослідники вищого класу та заклад перетворився на елітний науково-інтенсивний університет.
Університет об'єднує 22 школи, коледжі та інститути, що розташовані у двох кампусах в районах Міньхан та Путо.